# UTC+11

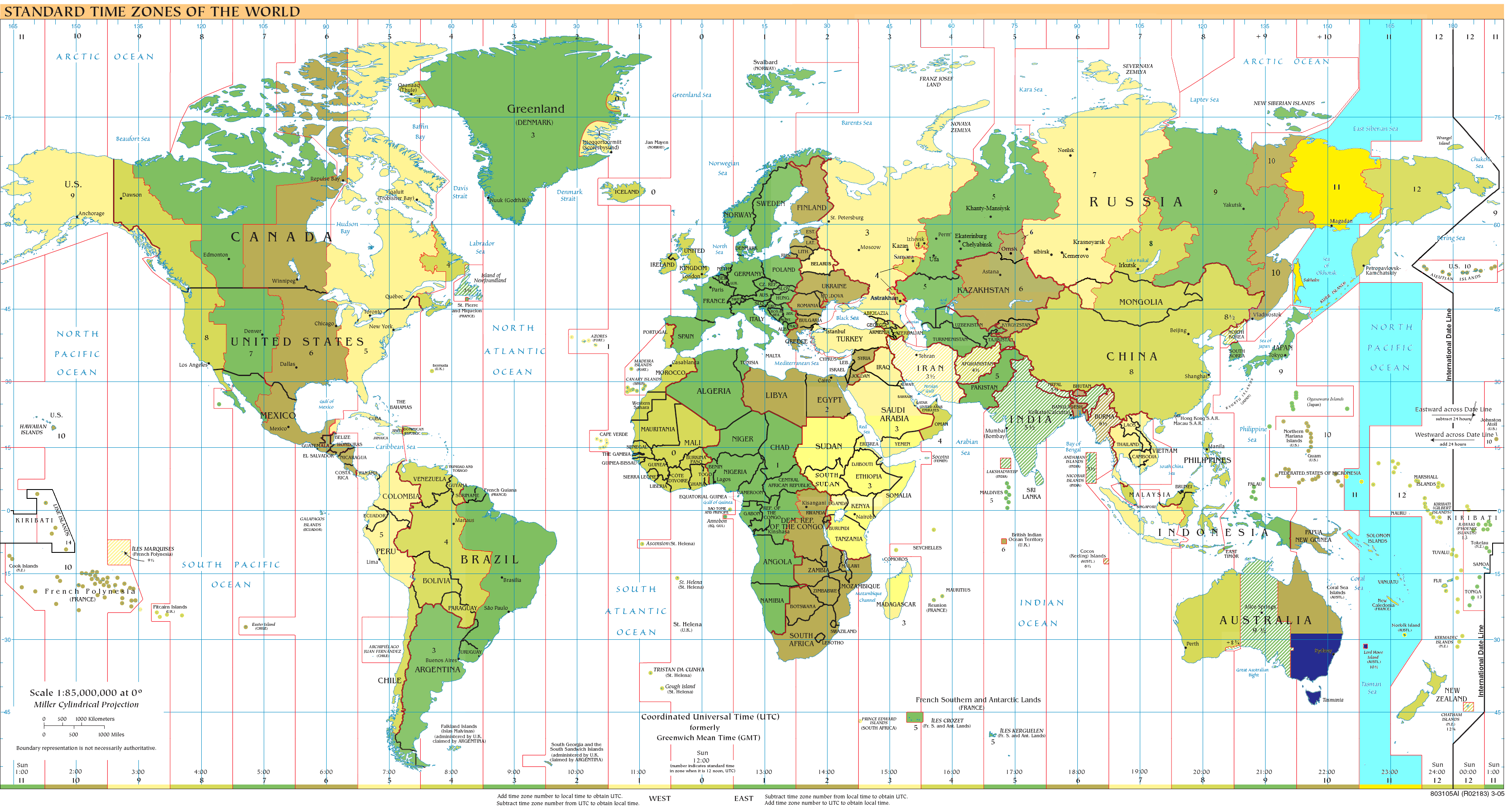
wintertijd noordelijk halfrond/zomertijd zuidelijk halfrond
zomertijd
gehele jaar

UTC+11 is de tijdzone voor:
- Magadantijd
- Australische Oostelijke zomertijd

## Landen met UTC+11 als standaardtijd

### Landen en gebieden zonderzomertijd
Landen en gebieden zonder zomertijd zijn, op het noordelijk (*) respectievelijk het zuidelijk (**) halfrond:
- Federale Staten van Micronesia* (Zone 2: Oost)
  - Kosrae
  - Pohnpei
- Nieuw-Caledonië**
- Rusland*
  - Jakoetië (Zone 3: Oost-Jakoetië)
  - Koerilen
  - kraj Kamtsjatka
  - oblast Magadan
  - Tsjoekotka
- Salomonseilanden**
- Vanuatu**

## Landen met UTC+11 alszomertijd
Landen en gebieden met zomertijd zijn, op het noordelijk (*) respectievelijk het zuidelijk (**) halfrond:
- Australië**
  - Australisch Hoofdstedelijk Territorium
  - New South Wales
  - Tasmanië (zomertijd in eerste weekeinde van oktober in plaats van het laatste weekeinde)
  - Victoria